# Nuestras madres
Pour plus de détails, voir Fiche technique et Distribution.
Nuestras madres (litt. « Nos mères ») est un drame coproduit au niveau international réalisé par César Díaz et sorti en 2019.

## Synopsis
Le film suit un anthropologue légiste du Guatemala enquêtant sur la disparition de son père, un guérillero porté disparu dans les années 1980.

## Fiche technique
- Titre original : Nuestras madres
- Réalisation : César Díaz
- Scénario : César Díaz
- Photographie : Virginie Surdej
- Montage : Damien Maestraggi
- Musique : Rémi Boubal
- Pays d'origine : Belgique, Guatemala
- Langue originale : espagnol
- Format : couleur
- Genre : Drame
- Durée : 78 minutes
- Dates de sortie :
  - France : 21 mai 2019 (Festival de Cannes)
  - Belgique : 9 septembre 2019 (Festival du film d'Ostende)

## Distribution
- Armando Espitia : Ernesto
- Emma Dib : Cristina
- Aurelia Caal : Nicolasa
- Julio Serrano Echeverría : Juan
- Victor Moreira : Freddy

## Sélections
Le film est projeté en compétition à la 58e Semaine de la Critique, durant le Festival de Cannes 2019, où Díaz remporte la Caméra d'or, le Prix SACD et le Grand Rail d'or de la Semaine de la Critique.
Nuestras Madres a été sélectionné comme entrée belge pour le meilleur long métrage international à la 92e cérémonie des Oscars, mais il n'a pas été retenu dans les cinq nommés. Il a reçu six nominations à la 10e cérémonie des Magritte du cinéma, dont celui du meilleur film et du meilleur réalisateur pour Díaz, qui a remporté le prix du meilleur premier long métrage.

## Distinctions
| Prix / Festival du film                   | Catégorie                           | Récipiendaires et nommés               | Résultat   |
| ----------------------------------------- | ----------------------------------- | -------------------------------------- | ---------- |
| Association belge des critiques de cinéma | Meilleur film                       |                                        | Lauréat    |
| Festival de Cannes                        | Caméra d'Or                         |                                        | Lauréat    |
| Festival de Cannes                        | Grand prix - Semaine de la critique |                                        | Nomination |
| Festival de Cannes                        | Prix SACD                           |                                        | Lauréat    |
|                                           | Grand Rail d'or                     |                                        | Lauréat    |
| Prix Magritte                             | Meilleur film                       |                                        | Nomination |
| Prix Magritte                             | Meilleur réalisateur                | César Díaz                             | Nomination |
| Prix Magritte                             | Meilleur scénario                   | César Díaz                             | Nomination |
| Prix Magritte                             | Meilleur premier long métrage       |                                        | Lauréat    |
| Prix Magritte                             | Meilleure photographie              | Virginie Surdej                        | Nomination |
| Prix Magritte                             | Meilleur son                        | Emmanuel de Boissieu, Vincent Nouaille | Nomination |

## Voir également
- Liste des candidatures aux 92e Oscars du meilleur long métrage international
- Liste des candidatures belges pour l'Oscar du meilleur long métrage international